# Невидимый мальчик (фильм, 1957)
«Невидимый мальчик» (англ. The Invisible Boy) — американская чёрно-белая малобюджетная научно-фантастическая приключенческая комедия 1957 года. Слоган — «Научный монстр, который уничтожит мир!»

## Сюжет
Тимми Меррино — 10-летний мальчик, которому очень нужен друг, товарищ по играм. После общения с суперкомпьютером, находящимся в лаборатории его отца, доктора Тома Меррино, Тим таинственным образом становится наделён превосходным интеллектом и оживляет робота, которого его отец и другие учёные были готовы списать в хлам. (Объясняется, что один учёный изобрёл машину времени и забрал робота из будущего — фотография на стене изображает возвращение на Землю космического корабля с «Запретной планеты» и прибытие «Робота Робби».)
Никто не обращает особого внимания на нового механического друга мальчика до тех пор, пока Тим не совершает полёт на огромном воздушном змее, сконструированном роботом (по подсказке суперкомпьютера, Тимми отключил Робби Первый закон роботехники), из-за чего мальчику сильно достаётся от матери. Тогда Тим выражает мысль, что хорошо бы ему играть так, чтобы родители его не видели — и Робби с помощью суперкомпьютера делает мальчика невидимым. Поначалу Тимми использует свою невидимость, чтобы разыгрывать простые шутки над своими родителями и другими людьми, но вскоре становится ясно, что суперкомпьютер независим, изобретателен и зол. Он манипулировал Тимом, чтобы изменить программу Робби, а также на протяжении многих лет манипулировал своими создателями, чтобы увеличить собственный интеллект. Суперкомпьютер может удалённо управлять Робби, он использует гипноз и электронные имплантаты для управления людьми, намереваясь захватить мир с помощью военного спутника. (Позже компьютер заявляет о своём намерении уничтожить всю жизнь на Земле, а затем завоевать галактику и уничтожить любую жизнь, которая там есть, даже бактерии.)
Суперкомпьютер берет Тимми в плен на борту готового к взлёту космического корабля. Войска пытаются уничтожить Робби, считая его злодеем, но вся их артиллерия и прочее оружие неэффективны против него. Робби успевает попасть в корабль, и ракета взлетает. Суперкомпьютер приказывает роботу медленно, с пыткой, убить Тима, но Робби не повинуется и освобождает мальчика. Корабль возвращается на Землю.
Тимми с отцом прибывают в лабораторию, чтобы отключить суперкомпьютер, но тот не даёт им убить себя. На помощь людям приходит Робби, который уничтожает источники питания компьютера.
Робби, чьи Законы роботехники снова активированы, принят в семью Меррино.

## В ролях
В порядке перечисления в титрах
- Ричард Айер[англ.] — Тимми Меррино
- Филип Эбботт — доктор Том Меррино, отец Тима
- Дайан Брюстер — Мэри Меррино, мать Тима
- Гарольд Стоун — генерал Суэйн
- Роберт Харрис[англ.] — профессор Фрэнк Аллертон
- Деннис МакКарти — полковник Мэклин
- Александр Локвуд[англ.] — Артур Келвани
- Джон О’Мэлли — профессор Бэйн
- Робот Робби[англ.] — Робби
- Гейдж Кларк[англ.] — доктор Баннерман
- Тан Вьенн — профессор Зеллер
- Джефферсон Сирлс — профессор Фостер
- Альфред Линдер — Мартин / Суперкомпьютер
- Ральф Вотриан — сержант у ворот
- Майкл Миллер — сержант у ворот

В титрах не указаны
- Рэйфорд Барнс[англ.] — капитан МакЛарен
- Хелен Клиб — мисс Вандергрифт
- Марвин Миллер — озвучивание Робби[англ.]
- Элви Мур[англ.] — учёный[4]
- Гэри Винсон[англ.] — молодой солдат

## Создание и показ
Создателями спецэффектов выступили Ирвинг Блок и Джек Рэбин, известные по лентам «Ракета X-M» (1950), «Кронос» (1957), «Сага о женщинах-викингах и об их путешествии к водам Великого морского змея» (1957).
В фильме второй раз (после «Запретной планеты») играет заметную роль Робот Робби — «самый трудолюбивый робот Голливуда».
Бюджет фильма составил 384 000 долларов (ок. 3 834 000 долларов в ценах 2022 года), сборы — 840 000 долларов (ок. 8 387 000 долларов в ценах 2022 года).
Премьера «Невидимого мальчика» состоялась в США 18 октября 1957 года (через две недели после вывода на орбиту первого искусственного спутника Земли). Позднее в том же году картина была показана в ЮАР (только в Йоханнесбурге); в следующем году — в Аргентине, Японии, ФРГ, Италии и Швеции; в 1959 году — в Финляндии, в 1962 году — во Франции.

## Критика
- Брюс Эдер, AllMovie. «В своём собственном малобюджетном русле, фильм представляет собой увлекательный артефакт поп-культуры своего времени. И это очень весело, просто как идея для научно-фантастического / приключенческого фильма, с очень тёмной стороной серьёзной составляющей сюжета»[1].
- Деннис Шварц, Ozus' World. «Взрослых, а также детей должен развлечь этот научно-фантастический фильм, который преуспевает без особых технологических приспособлений, вместо этого полагаясь на очарование»[3].